# Adrian Roothaes
Adrian Roothaes est le 10e gouverneur intérimaire du Ceylan néerlandais.